# 10723 Tobiashinse
10723 Tobiashinse eller 1986 TH är en asteroid i huvudbältet, som upptäcktes 3 oktober 1986 av den danska astronomen Poul Jensen vid Brorfelde-observatoriet. Den är uppkallad efter den tyske astronomen Tobias Cornelius Hinse.
Den har den diameter på ungefär 3 kilometer.